# Codex Sangallensis 250

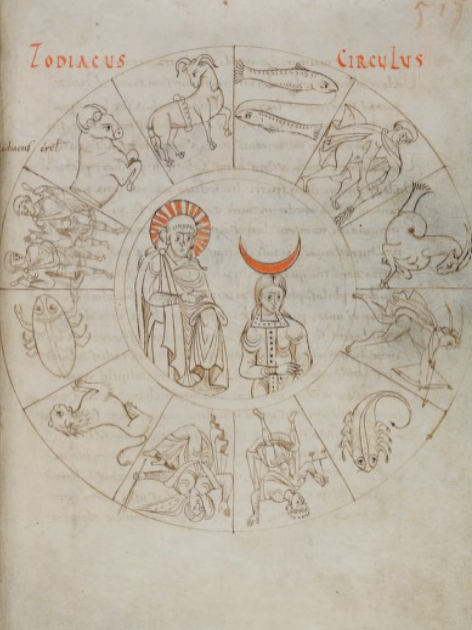
Eine Illustration der Tierkreiszeichen, Sonne (Sol) und Mond (Luna) in der Mitte

Der Codex Sangallensis 250 (Cod. Sang. 250) ist ein Manuskript, welches gegen Ende des 9. Jahrhunderts in der Stiftsbibliothek St. Gallen verfasst wurde. Es ist eine in Latein geschriebene, astronomisch-komputistische Enzyklopädie, die 645 Pergamentseiten umfasst. Die Seiten haben eine Höhe von 24,7 cm und eine Breite von 18 cm. Der Text wurde in karolingischem Minuskel verfasst und ist einspaltig gegliedert, mit je 23 bis 24 Zeilen pro Spalte. Die Titel wurden entweder in Capitalis rustica oder Unzialschrift geschrieben.
Sowohl die Texte wie auch die Bilder des Cod. Sang. 250 wurden von mindestens zwei Urhebern geschrieben bzw. gezeichnet, was an den unterschiedlichen Handschriften und Zeichnungsstilen zu erkennen ist. Wahrscheinlich wurde der Cod. Sang. 250 unter der Aufsicht von Notker Balbulus verfasst, und es finden sich auch von ihm geschriebene Randglossen auf Seite 28 des Manuskripts.

## Geschichtlicher Hintergrund
Der Ursprung des Cod. Sang. 250 liegt in Aratos von Solois griechischem Lehrgedicht Phainomena, auf Deutsch «Erscheinungen». Die Phainomena besteht aus zwei Teilen, die sich jeweils mit astronomischen und meteorologischen Erscheinungen befassen. Die Beliebtheit der Phainomena, insbesondere ihres astronomischen Teils, führte zu einer Vielzahl von lateinischen Übersetzungen, darunter das Aratus Latinus, welches im frühen 8. Jahrhundert verfasst wurde.
In der zweiten Hälfte des 8. Jahrhunderts entstand die Recensio Interpolata, eine Überarbeitung des Aratus Latinus, die die Basis für den Codex Sangallensis 250 konstituieren würde. Die Recensio ersetzte gewisse philosophische und astrologische Passagen mit astronomischen Abschnitten, um den Gesamttext verständlicher zu gestalten. Speziell an der Recensio Interpolata war der Fakt, dass dem Text Illustrationen hinzugefügt wurden.
Der Cod. Sang. 250 ist nicht eine direkte Kopie der Recensio Interpolata, sondern eine Kopie des Codex Sangallensis 902. Dieser ist wiederum eine in St. Gallen geschaffene Handschrift der Recensio. Beide Manuskripte befinden sich auch heute noch in der Stiftsbibliothek.

## Inhalt

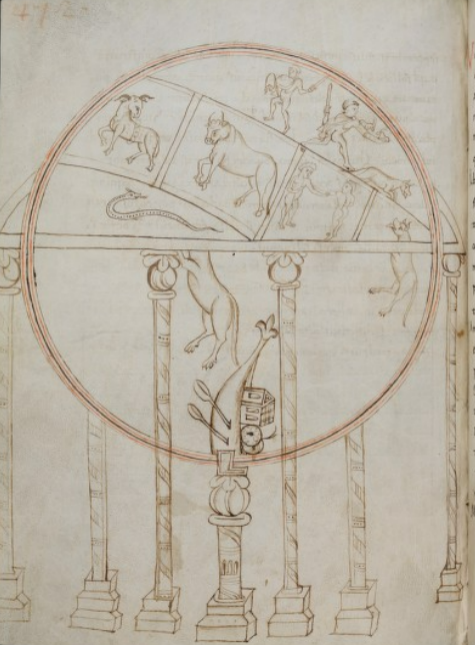
Ein Himmelsglobus in einem Gestell, mit Zodiak

Der Codex Sangallensis 250 ist eine Sammlung von verschiedenen Texten. Nebst der Recensio Interpolata enthält er drei wissenschaftliche Werke von Beda Venerabilis (De natura rerum, De temporibus und De temporum ratione), die De Astronomia von Julius Hyginus und das Martyrologium von Wandalbert von Prüm. Zudem enthält das Manuskript eine Reihe an Annalen, Memorationsversen, Computi und anderweitigen Textauszügen.
Der Cod. Sang. 250 zeichnet sich jedoch nicht bloss durch seine umfangreiche Sammlung an Texten aus, sondern auch durch seine zahlreichen, ausführlichen Illustrationen. Diese enthalten Darstellungen der Sternbilder und der Tierkreiszeichen wie auch Zeichnungen von Himmelsgloben. Darüber hinaus verfügt das Manuskript über eine Vielzahl an Diagrammen von Elementen wie den Planetenbahnen oder den Jahreszeiten.
Da gewisse Illustrationen von denen im Cod. Sang. 902 abweichen, wird vermutet, dass die Urheber des Cod. Sang. 250 möglicherweise noch eine andere Quelle konsultiert haben.
| Inhalt                | Seitenangabe | Beschreibung |
| --------------------- | ------------ | --- |
| Cycli decemnovennales | 1–22         | 19-jährige Zyklen für die Zeitrechnung (Mondzirkel)                                                                                      |
| Divers                | 23–27        | Planetendiagramme, leere Seiten, Textfragmente                                                                                           |
| Das Martyrologium     | 28–65        | Verzeichnis der Heiligen und ihrer Festtage                                                                                              |
| Computus              | 67–120       | Kalender und Tabellen für die Zeitrechnung                                                                                               |
| De natura rerum       | 121–145      | Behandelt kosmologische Themen wie Himmelskörper und meteorologische Phänomene                                                           |
| De temporibus         | 146–163      | Umfasst Definitionen von Zeitbegriffen (z. B. Tag, Monatsnamen etc.), erklärt die Kalenderrechnung und präsentiert eine Chronik der Welt |
| De temporum ratione   | 164–425      | Führt das Thema der Kalenderrechnung weiter aus, mit Fokus auf den Osterzyklus                                                           |
| Computusregeln        | 426–446      | Regeln für die Zeitrechnung |
| Recensio Interpolata  | 447–522      | Das Aratus Latinus und eine Vielzahl an Illustrationen                                                                                   |
| Divers                | 523–539      | Astronomische Exzerpte und 12 neumierte Verse                                                                                            |
| De Astronomia         | 540–639      | Beschreibt die Sternbilder und präsentiert verschiedene Konzeptionen des Aufbaus der Welt                                                |
| Divers                | 639–645      | Abschnitte zum Lauf von Sonne und Mond                                                                                                   |